# Kristin Cast
Kristin Cast (Tulsa, 4 novembre 1986) è una scrittrice statunitense, nota per la serie fantasy-horror.

## Biografia
La scrittura l'ha sempre affascinata: al liceo era direttrice del giornale della scuola, la South Intermediate High school di Broken Arrow. In seguito frequentò l'Università di Tulsa dove studiò Comunicazione. Insieme a sua madre, P.C. Cast, nel 2007 ha scritto Marked, il primo libro della serie Casa della Notte, che è diventato un best seller negli Stati Uniti. Nel 2009 viene pubblicato anche in Italia e oltre 13 milioni di copie vengono vendute nel mondo.

## Opere
Serie Casa della Notte
- Marked (2009)
- Betrayed (2009)
- Chosen (2010)
- Untamed (2010)
- Hunted (2010)
- Tempted (2011)
- Burned (2011)
- Awakened (2011)
- Destined (2012)
- Hidden (2013)
- Revealed (2014)
- Redeemeed (2015)
- Il Manuale del Novizio

Serie Dragon's Oath
- Nyx In The House Of Night
- Lenobia's Vow
- Neferet's Curse
- Kalona's Fall

Serie The Escaped
- Amber Smoke
- Scarlet Rain
- Cerulean Sea
- The Scent of Salt & Sand,

Altri
- The Dysaster P.C. Cast

## Premi
- Romantic Times Reviewers Choice Award per Marked (Young Adult Novel)
- Romantic Times Reviewers Choice Award per Tempted (Best Young Adult Paranormal/Fantasy Novel)
- Goodreads Choice Award per Burned (Favorite Book, Young Adult Fantasy, Favorite Heroine)
- Una nomination ai Teen Read Award come Miglior serie nel 2010.